# Temucus palpiconus
Temucus palpiconus is een hooiwagen uit de familie Gonyleptidae.